# Vochysiaceae
Vochysiaceae  nom. cons., biljna porodica u redu mirtolike. Obuhvaća oko 240 vrsta grmlja i drveća  u nekoliko rodova
. Ime je dobila po rodu Vochysia

## Opis
Porodica su tropskog američkog drveća i grmlja s velikim nepravilnim cvjetovima često s jednom laticom (ponekad 3 ili 5) ili prašnikom i 3-kutnim kapsulastim plodom. Lišće nasuprotno, stipule su obično prisutne. Cvjetovi dvospolni, jako zigomorfni. Plod je lokulicidna čahura ili samaroid, s 4–5 krila. Sjemenki jedna do nekoliko.

## Tribusi i rodovi
1. Familia Vochysiaceae A. St.-Hil. (248 spp.)
  1. Tribus neopisan
    1. Erismadelphus Mildbr. (2 spp.)
    2. Korupodendron Litt & Cheek (1 sp.)

  2. Tribus Vochysieae Dumort.
    1. Erisma Rudge (19 spp.)
    2. Salvertia A. St.-Hil. (1 sp.)
    3. Vochysia Aubl. (146 spp.)
    4. Mahechadendron W. Ariza, Cortés-Ballén & Fern. Alonso (1 sp.)
    5. Callisthene Mart. (11 spp.)
    6. Qualea Aubl. (52 spp.)
    7. Ruizterania Marc.-Berti (15 spp.)